# ジャガイモやせいもウイロイド
ジャガイモやせいもウイロイド (Potato spindle tuber viroid) は、主にナス科の植物に感染するウイロイドの1種である。世界で初めて発見されたウイロイドであり、わずか359個のヌクレオチドで構成された一本鎖環状RNAである。名称が長いので、略称としてPSTVdと呼ばれる。

## 概要
PSTVdは、1971年にセオドール・ディーナーによって世界で初めて発見されたウイロイドである。ウイロイドは、ウイルスと比較しても極めて小さなゲノムで構成されている。また、RNAはタンパク質に包まれておらず、オープンリーディングフレームを一切持っていない。PSTVdはポスピウイロイド科ポスピウイロイド属の代表種となっている。PSTVdは病理組織から単離することは出来ない。

## 名称
PSTVdに感染し生育不良となったジャガイモは細長い形になることからこの名称が付けられた。“Potato spindle tuber viroid” を直訳すれば「ジャガイモ棒状塊茎ウイロイド」となる。後述する日本で感染が報告された当初は和名が決定されておらず、学名をカタカナ表記した「ポテトスピンドルチューバーウイロイド」が使われていたが、2012年に日本植物病理学会植物ウイルス分類委員会はPSTVdの和名を「ジャガイモやせいもウイロイド」に正式決定した。

## 構造
PSTVdのRNAは以下の359個のヌクレオチドで構成されている。
| 1 - 60 CGGAACUAAA CUCGUGGUUC CUGUGGUUCA CACCUGACCU CCUGAGCAGA AAAGAAAAAA 61 - 120 GAAGGCGGCU CGGAGGAGCG CUUCAGGGAU CCCCGGGGAA ACCUGGAGCG AACUGGCAAA 121 - 180 AAAGGACGGU GGGGAGUGCC CAGCGGCCGA CAGGAGUAAU UCCCGCCGAA ACAGGGUUUU 181 - 240 CACCCUUCCU UUCUUCGGGU GUCCUUCCUC GCGCCCGCAG GACCACCCCU CGCCCCCUUU 241 - 300 GCGCUGUCGC UUCGGCUACU ACCCGGUGGA AACAACUGAA GCUCCCGAGA ACCGCUUUUU 301 - 359 CUCUAUCUUA CUUGCUUCGG GGCGAGGGUG UUUAGCCCUU GGAACCGCAG UUGGUUCCU |

このうち、98個目から102個目のGAAACの並びは、他のウイロイドでも良く見られる配列である。

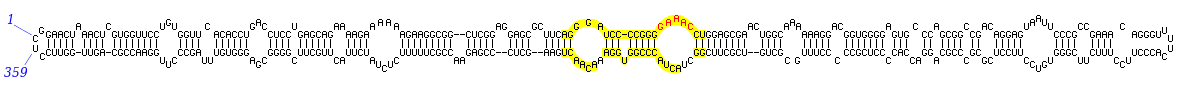
PSTVdの二次構造

PSTVdは環状RNAであるが、二次構造を見れば分かるとおり、電子顕微鏡ではやや棒状構造として観察される。長さはわずか6ナノメートルしかない。
ウイルスは、1400個から2万個のヌクレオチドを持っており、例えば世界で初めて発見されたウイルスであるタバコモザイクウイルスは6400個のヌクレオチドを持っている。これと比較すれば、359個のヌクレオチドで構成されたPSTVdはとても小さい。

## 感染と症状
PSTVdは、主にナス科の植物に感染する。ただし、感染しても症状が出る場合と出ない場合がある。主に感染するのはジャガイモ (Solanum tuberosum) 、トマト (Solanum lycopersicum) 、トウガラシ (Capsicum annuum) であり、これらは感染すると下記に示す症状を示す。一方で、キダチチョウセンアサガオ属 (Brugmansia) 、チョウセンアサガオ属 (Datura) 、ペピーノ (Solanum muricatum) 、ツルハナナス (Solanum jasminoides) 、アボカド (Persea americana) 、Lycianthes rantonneti 、ブドウホオズキ (Physalis peruviana) 、Streptosolen jamesonii などは、感染しても無症状である。
PSTVdに感染した植物は、株の矮化、実の小型化、着果不良が発生する。名称の由来となったジャガイモは、成長が阻害されたり完全に停止する場合があり、葉も小さくなる。トマトに感染した場合は、成長が阻害されたり花や実が着かない着果不良が発生し、場合によっては枯死する場合がある。トウガラシの栽培品種であるピーマンの症状は軽度であり、実に特有のうねりを生じたり、葉の上部が白っぽく変色する。
PSTVdは、芽欠き作業などの選定作業で使用したナイフや農機具による接触で容易に汁液伝染する。また、トマトでは感染した種子、ジャガイモでは挿し木や種子、花粉によって広がる。感染のほとんどはこれらが原因であるが、珍しいものにアブラムシによる感染もある、感染の予防には、植える場所においてこれらが感染していないことに注意する必要がある。アブラムシによる感染の広がりは、モモアカアブラムシによって、PSTVdとジャガイモリーフロールウイルスの両方に感染した植物の葉によって広がる。PSTVdはRNAが裸であるため、単独ではアブラムシの消化に耐えられないが、ジャガイモリーフロールウイルスがあることでそのカプシドによって保護されると考えられる。
20世紀中は、特にジャガイモに対する経済的な損害が確かにあったが、現在では例えば北米地域における損害の1%程度を占めており、相対的な割合が減少している。主な発生国は中華人民共和国、インド、アメリカ合衆国、ポーランド、ロシアなどである。日本では、まだ大規模な感染は報告されていないが、2008年に福島県のトマトで発生した 。その後この発生地における封じ込め対策が行われた結果、PSTVdによる病気は終息した。また、2010年には外国から輸入された山梨県の花卉栽培施設にあるダリア苗での感染が報告されている。このダリアでの症状は確認されていないが、ジャガイモやトマトへの感染の広がりを防ぐための封じ込め策が取られた。
なお、PSTVdに感染した植物を食べてもヒトには感染しない。